# القمة الخليجية 1989 (مسقط)
القمة الخليجية 10  هي قمة قادة دول مجلس التعاون لدول الخليج العربية عقدت في 18 ديسمبر 1989 في مدينة مسقط في سلطنة عمان.